# Andreas Erfurth
Andreas Erfurth (* 26. Juni 1965 in Bremen) ist ein deutscher Schauspieler und Theaterregisseur.

## Leben
Andreas Erfurth wuchs in Bochum auf. Von 1987 bis 1991 studierte er an der Universität der Künste Berlin und spielt seither an zahlreichen Berliner Bühnen, darunter das Berliner Ensemble, das Renaissance-Theater, das Schlosspark Theater, das Theater an der Parkaue, die Tribüne und die Vaganten Bühne. Außerhalb Berlins wirkte er am Neuen Schauspiel Erfurt und dem Potsdamer Hans Otto Theater.
Von 2008 bis 2015 gehörte Erfurth dem Ensemble von Shakespeare und Partner an, 2015 gründete er gemeinsam mit Kai Frederic Schrickel und Sebastian Bischoff das Neue Globe Theater. An diesen Bühnen war und ist er auch als Regisseur tätig.
Seit den 1990er-Jahren arbeitet Erfurth auch sporadisch vor der Kamera und als Hörspielsprecher. Er lebt in Potsdam.

## Filmografie
- 1993: Schwarz Rot Gold – Der Rubel rollt
- 1994: Tatort – Die Sache Baryschna
- 1998–2002: Für alle Fälle Stefanie (6 Folgen als Dr. Winter)
- 1999: Curiosity & the Cat
- 1999: Die Straßen von Berlin – CQ 371
- 2003: Wenn Weihnachten wahr wird
- 2004: Stefanie – Eine Frau startet durch – Der Schein trügt
- 2004: Nikola – Die Camper
- 2005–2006: Schloss Einstein (2 Folgen als Notarzt Dr. Kaul)
- 2011: Flemming – Die Stufen der Lust
- 2011: Die Geschichte Mitteldeutschlands – Die Brockenhexe
- 2012: Die Mongolettes – Wir wollen rocken!
- 2014: SOKO Wismar – Durchzug
- 2020: SOKO Wismar – Lügen können tödlich sein

## Hörspiele
- 1999: Malen, wie die Vögel singen – Autor: Friedrich Gorenstein – Regie: Bärbel Jarchow-Frey
- 1999: Die Konferenz der Schuhe – Autor: Peter Jacobi – Regie: Stefanie Lazai
- 2002: Seifenblasen oder Wie Kurt Tucholsky ein Drehbuch schrieb – Autorin: Christa Maerker – Regie: Stefanie Lazai
- 2003: Europa – Asien – Autoren: Gebrüder Presnjakow (Oleg und Wladimir) – Regie: Wolfgang Rindfleisch
- 2003: Tausendundeine Nacht (Folgen 16 und 17) – Regie: Helma Sanders-Brahms
- 2005: Naturgewalten – Autor: David Lescot – Regie: Götz Naleppa
- 2005: Von Leo keine Spur – Autor: Adolf Schröder – Regie: Stefanie LAZAI